# Victoria (Seychellerne)
 For alternative betydninger, se Victoria. (Se også artikler, som begynder med Victoria)
Victoria er hovedstad i Seychellerne og ligger på nordøstsiden af øen Mahé.